# NGC 6198
NGC 6198 је елиптична галаксија у сазвежђу Змај која се налази на NGC листи објеката дубоког неба.
Деклинација објекта је + 57° 29' 14" а ректасцензија 16h 35m 30,6s. Привидна величина (магнитуда) објекта NGC 6198 износи 13,9 а фотографска магнитуда 14,9. NGC 6198 је још познат и под ознакама UGC 10467, MCG 10-24-3, CGCG 299-7, NPM1G +57.0212, PGC 58554.